# 陳璽安
陳璽安，中華民國政治人物，曾任國民大會代表，後代表中國國民黨在全國不分區當選為第二屆立法委員。
2016年4月14日，陳璽安涉嫌挪用稻江管理學院基金新台幣1.2億元，遭檢調約談交保。調查局台北市調處線報陳雇用垃圾車滅證；有媒體「滅證」報導，檢調暫還待清查比對。檢方指揮台北市調處約談陳璽安、女兒及出納等10餘人到案說明；北檢複訊後諭令陳璽安100萬元交保。。